# Szemiakino (stacja kolejowa)
Szemiakino (ros. Шемякино) – stacja kolejowa w miejscowości Szemiakino, w rejonie małojarosławieckim, w obwodzie kałuskim, w Rosji. Położona jest na linii Moskwa – Briańsk – Kijów.

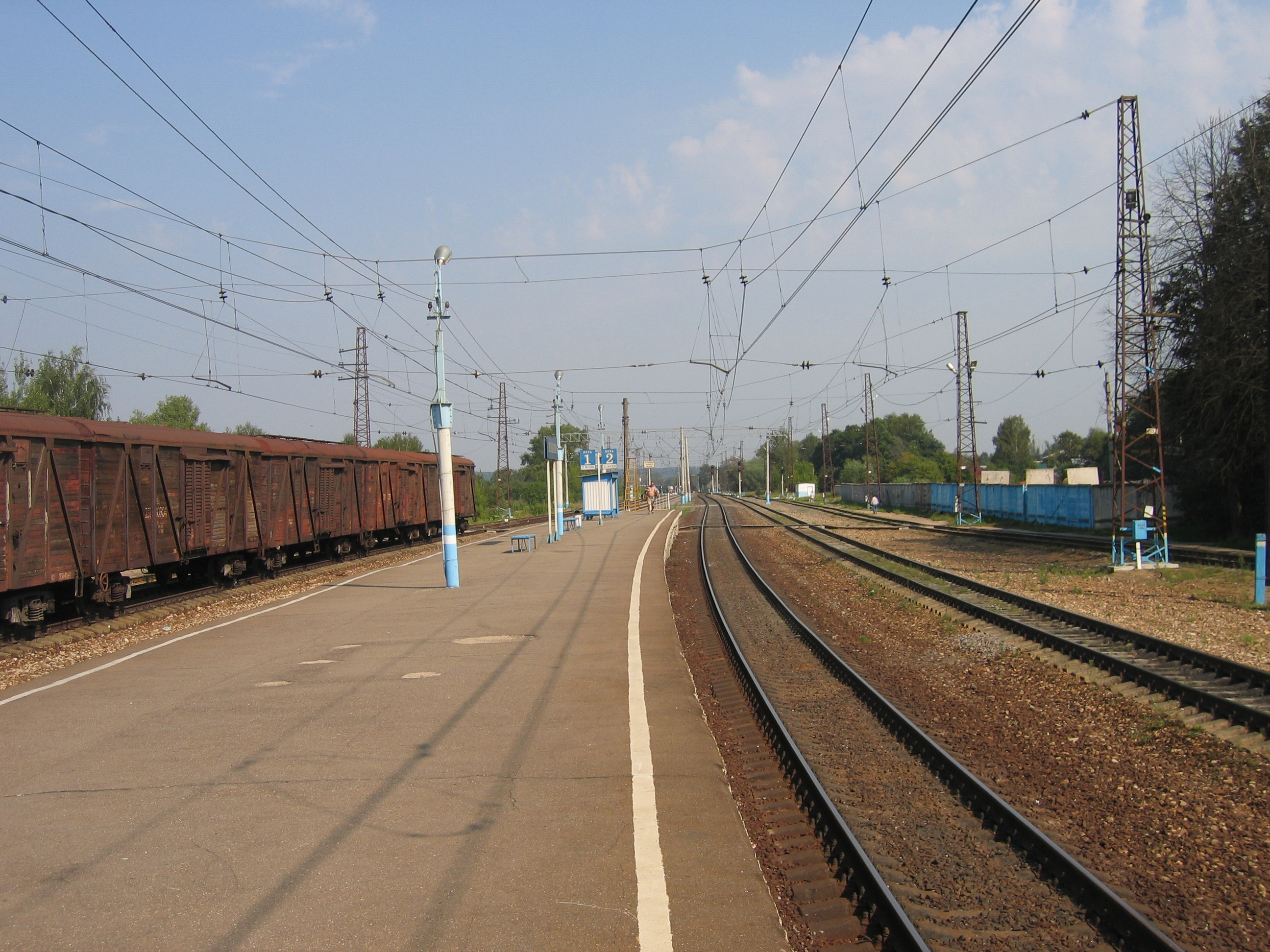
widok w stronę Moskwy
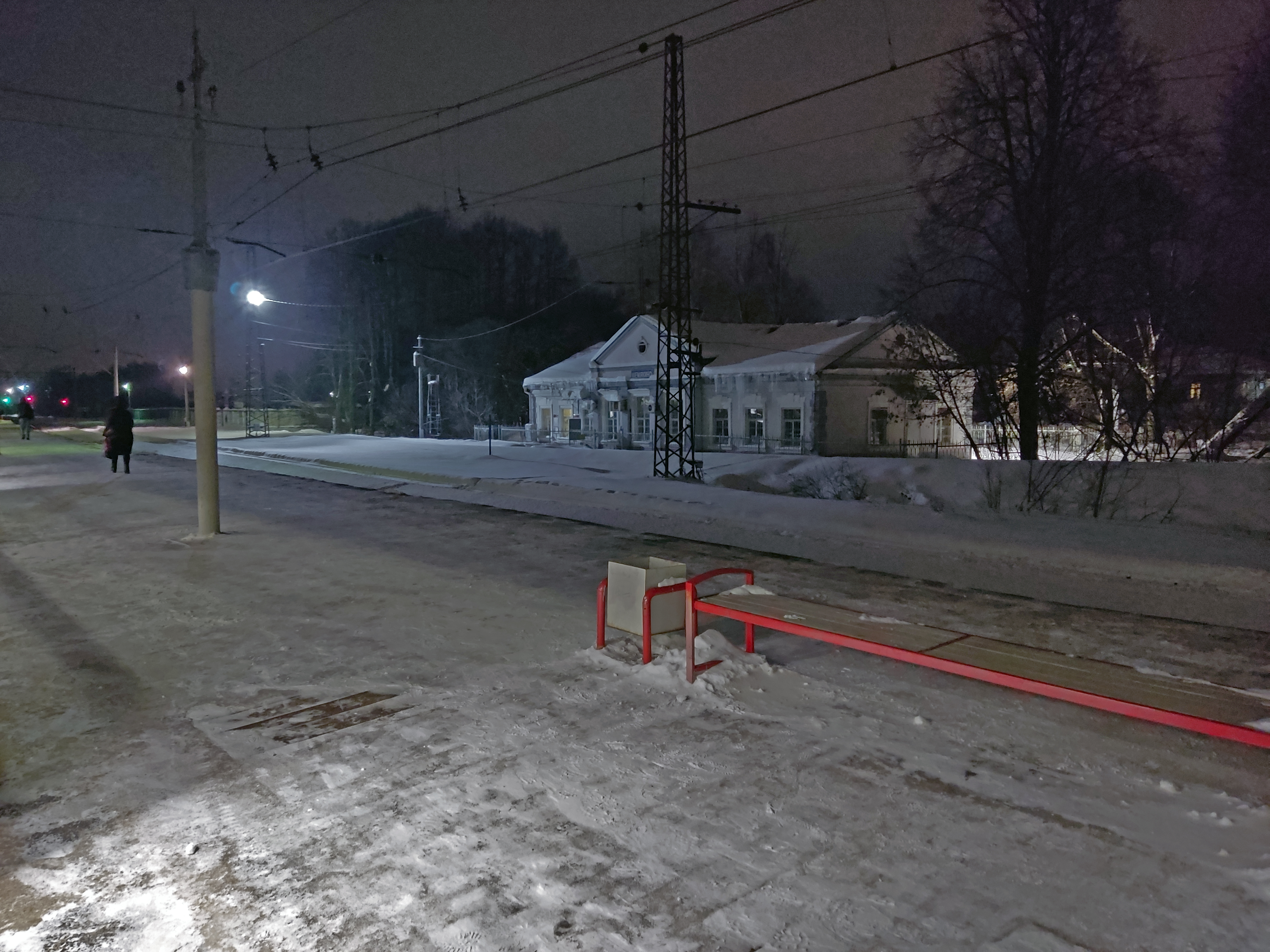